# Ried (Dietramszell)

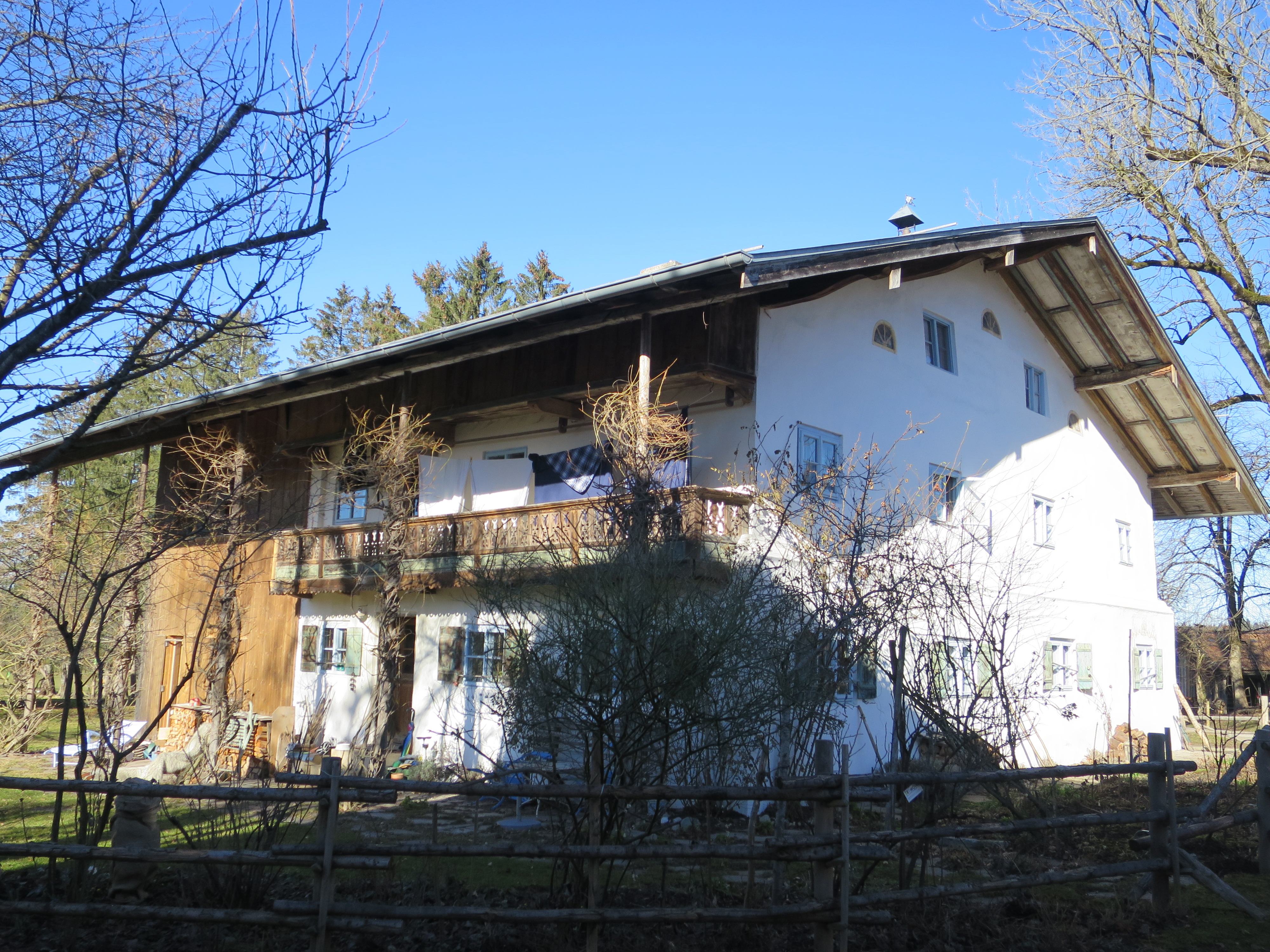
Bauernhaus Ried 3

Ried ist ein Ortsteil der Gemeinde Dietramszell im oberbayerischen Landkreis Bad Tölz-Wolfratshausen. Der Ort wird auch Dietmannsried genannt.

## Geographie
Der Weiler liegt nordöstlich von Dietramszell in der oberbayrischen Moränenlandschaft. Es gibt ca. zehn Wohngebäude. Der Ort gehörte bereits vor der Gebietsreform in Bayern zur Gemeinde Dietramszell.

## Namensherkunft
Dietmannsried leitet sich von der „Rodung des Ditmann“ ab.

## Denkmalliste
In die amtliche Liste ist ein Objekt unter Nummer D-1-73-118-138 eingetragen:
- Ried 3: Wohnteil eines ehemaligen Bauernhauses, zweigeschossig, 17./18. Jahrhundert, und Getreidekasten, 17./18. Jahrhundert